# 湘南桃源
湘南桃源（日语：ショウナンザナドゥ），是日本現役純種競賽馬匹。目前主要勝利有2025年雌馬賽。

## 出賽前
2022年2月18日出生於北海道安平町北部牧場，成長途中於拍賣會上被馬主國本哲秀以2億350萬日圓購入。
其後交由栗東訓練中心練馬師松下武士訓練。

## 競賽生涯

### 2歲
2024年6月1日出戰京都競馬場2歲新馬戰，比賽初段維持於先頭第二的位置展開推進，然而在直路上一直未能超越前方的領放馬Danon Fair Lady，最終以第二的戰績落敗。
其後出戰2歲未勝利戰，再度採用先行戰術下緊守第二的位置，在彎道處開始發力下於進入直路後迅速加速，最終不斷拉開對手下以5馬位優勢取得首勝。
休養過後在10月出戰月神錦標，本次比賽改變策略於下選擇在中團位置等待時機，於第四彎道時開始尋找位置加速。進入直路後，其在中內欄位置逐步展開加速的步伐，但始終無法追上領先的Brown Ratchet及女主人，最終取得第三的戰績。
年末以阪神兩歲牝馬錦標作為目標，途中保持在第三、四的位置推進，進入直路後嘗試加速保持優勢，但最終仍然被Arma Veloce、Vip Daisy及Teleos La La超越以第四落敗。

### 3歲
2025年首戰為皇后盃，比賽初段在中團位置逐步推進，然而在直路上未能發揮加速力下一直在後方位置，最終以第九落敗。
3月上旬出戰雌馬賽，本次比賽繼續以居中戰術展開推進，沿途一直保持在中外疊下於最後彎道逐步推進。進入直路後，其在中檔位置展開不俗的加速，於末段時成功超越前方領先的Bonne Soiree及Mozu Nana Star，同時亦能抵擋俏小鹿的攻勢，最終以3/4馬位取得首個分級賽勝利。
4月以櫻花賞作為目標，比賽途中於順利出閘下保持在先頭位置推進，然而受到軟地及較快步速的影響下於直路無法維持走勢，最終失速下以第十大敗。
完成櫻花賞後繼續在一哩戰線進軍，繼續出戰NHK一哩賽，比賽初段維持在中團附近的位置取位，但在直路上完全未能突圍下以第十六大敗。

### 詳細賽績
| 日期       | 舉辦國家 | 馬場 | 距離   | 級別 | 賽事名稱         | 負重 | 騎師     | 馬號 | 出馬 | 名次 | 時間   | 頭馬（二馬）        |
| ---------- | -------- | ---- | ------ | ---- | ---------------- | ---- | -------- | ---- | ---- | ---- | ------ | ------------------- |
| 1/6/2024   | 日本     | 京都 | 草1600 |      | 2歲新馬          | 55   | 池添謙一 | 6    | 11   | 2    | 1:33.9 | Danon Fair Lady     |
| 22/6/2024  | 日本     | 京都 | 草1600 |      | 2歲未勝利        | 55   | 池添謙一 | 4    | 7    | 1    | 1:33.5 | （Zendan Hayabusa） |
| 26/10/2024 | 日本     | 東京 | 草1600 | GIII | 月神錦標         | 55   | 池添謙一 | 8    | 11   | 3    | 1:34.0 | Brown Ratchet       |
| 8/12/2024  | 日本     | 京都 | 草1600 | GI   | 阪神兩歲牝馬錦標 | 55   | 池添謙一 | 9    | 18   | 4    | 1:33.9 | Arma Veloce         |
| 15/2/2025  | 日本     | 東京 | 草1600 | GIII | 皇后盃           | 55   | 池添謙一 | 4    | 14   | 9    | 1:33.4 | 巧繡生花            |
| 8/3/2025   | 日本     | 阪神 | 草1400 | GII  | 雌馬賽           | 55   | 池添謙一 | 13   | 18   | 1    | 1:20.7 | （俏小鹿）          |
| 13/4/2025  | 日本     | 阪神 | 草1600 | GI   | 櫻花賞           | 55   | 池添謙一 | 4    | 18   | 10   | 1:34.9 | 巧繡生花            |
| 11/5/2025  | 日本     | 東京 | 草1600 | GI   | NHK一哩賽        | 55   | 池添謙一 | 2    | 18   | 16   | 1:33.5 | 拼勝堡              |

## 血統簡介
父系高情厚意為日本賽駒，生涯戰績優秀，曾勝出一級賽東京優駿（日本打吡），亦贏得法國二級賽尼爾錦標。父系大震撼亦是日本賽駒，爲日本賽馬史上第二匹無敗三冠馬，生涯出戰十四場賽事僅得兩場未能勝出，退役後配種成績亦極爲優秀。
母系Mi Sueno為美國賽駒，生涯戰績優秀，曾勝出德爾馬兩歲雌馬錦標。外祖父Pulpit亦是美國賽駒，生涯戰績亦非常優秀，曾勝出青春無限錦標及藍草錦標。

### 血統表
| 父線：週日寧靜系（Halo系）           |                                |                  |                  |
| 種馬 高情厚意 2010年（棕色）         | 大震撼 2002年（棗色）          | 週日寧靜         | Halo             |
| 種馬 高情厚意 2010年（棕色）         | 大震撼 2002年（棗色）          | 週日寧靜         | Wishing Well     |
| 種馬 高情厚意 2010年（棕色）         | 大震撼 2002年（棗色）          | 風中秀髮         | Alzao            |
| 種馬 高情厚意 2010年（棕色）         | 大震撼 2002年（棗色）          | 風中秀髮         | Burghclere       |
| 種馬 高情厚意 2010年（棕色）         | Catequil 1990年（棗色）        | 雷貓             | 雷鳥             |
| 種馬 高情厚意 2010年（棕色）         | Catequil 1990年（棗色）        | 雷貓             | Terlingua        |
| 種馬 高情厚意 2010年（棕色）         | Catequil 1990年（棗色）        | Pacific Princess | Damascus         |
| 種馬 高情厚意 2010年（棕色）         | Catequil 1990年（棗色）        | Pacific Princess | Fiji             |
| 繁殖雌馬 Mi Sueno 2007年（棗色）     | Pulpit 1994年（棗色）          | A.P. Indy        | 西雅圖迴旋       |
| 繁殖雌馬 Mi Sueno 2007年（棗色）     | Pulpit 1994年（棗色）          | A.P. Indy        | Weekedn Surprise |
| 繁殖雌馬 Mi Sueno 2007年（棗色）     | Pulpit 1994年（棗色）          | Preach           | 淘金者           |
| 繁殖雌馬 Mi Sueno 2007年（棗色）     | Pulpit 1994年（棗色）          | Preach           | Narrate          |
| 繁殖雌馬 Mi Sueno 2007年（棗色）     | Madcap Escapade 2001年（棗色） | Hennessy         | 雷貓             |
| 繁殖雌馬 Mi Sueno 2007年（棗色）     | Madcap Escapade 2001年（棗色） | Hennessy         | Island Kitty     |
| 繁殖雌馬 Mi Sueno 2007年（棗色）     | Madcap Escapade 2001年（棗色） | Sassy Pants      | Saratoga Six     |
| 繁殖雌馬 Mi Sueno 2007年（棗色）     | Madcap Escapade 2001年（棗色） | Sassy Pants      | Special Portion  |
| 雌系：號族：23-b                     |                                |                  |                  |
| 五代內近親交配：雷貓 3×4、秘書處 5×5 |                                |                  |                  |

## 命名由來
名字中，Shonan（ショウナン）為馬主國本哲秀冠名，來自其所居住的神奈川縣湘南地域；Xanadu（ザナドゥ）出自元朝初期首都元上都於西方的別稱：「仙樂都」，在文學作品中，常被比擬為桃花源，香港則取其背後含意，翻譯為「桃源」。

## 外部連結
- 湘南桃源 netkeiba.com （页面存档备份，存于）
- 血統表